# Maglia nera

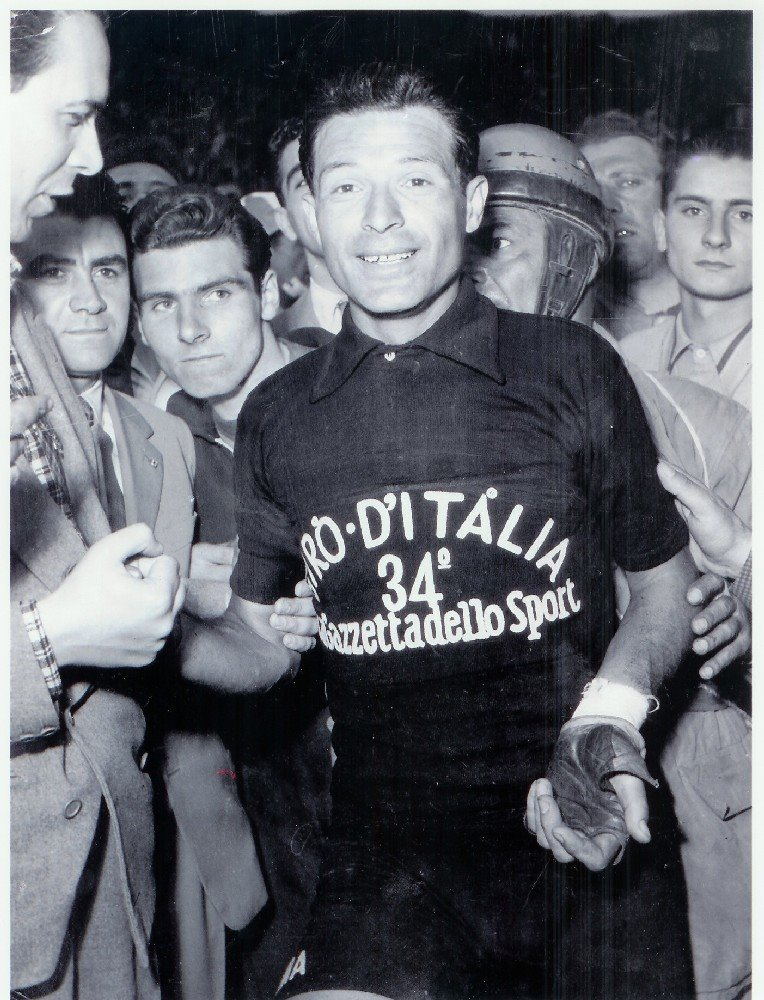
Giovanni Pinarello in maglia nera al Giro d'Italia 1951.

La maglia nera fu il simbolo dell'ultimo classificato nella competizione ciclistica del Giro d'Italia e molto ambito dai ciclisti che non avevano altre occasioni per mettersi in mostra e per conquistare il cospicuo premio in denaro che garantiva al traguardo finale. 

## Storia

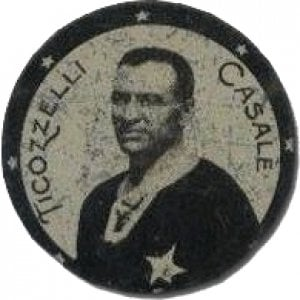
Giuseppe Ticozzelli con la maglia nera del con cui partecipò al Giro d'Italia 1926

La "maglia nera" è stata ispirata dalla figura di Giuseppe Ticozzelli, calciatore piuttosto noto nei primi anni venti per aver militato nell'Alessandria, nel Casale, nella SPAL e persino in Nazionale che, nel 1926, decise di partecipare al Giro d'Italia come indipendente. Ticozzelli prese parte a sole quattro tappe del Giro in quanto venne investito da una moto e costretto al ritiro, ma divenne celebre per il suo comportamento in gara: durante una delle tappe infatti ad un certo punto riuscì ad avere oltre un'ora di vantaggio sugli inseguitori, ma dal momento che correva come indipendente non aveva il supporto di una squadra che potesse portargli i rifornimenti. All'ora di pranzo si fermò quindi a mangiare in un ristorante lungo il tragitto, riprendendo la corsa solo all'arrivo del resto del gruppo.
Anche l'abbigliamento di Ticozzelli era caratteristico: corse infatti con indosso la maglia del Casale, la squadra di calcio in cui militava al tempo, di colore nero con una stella bianca. Proprio questa maglia fu d'ispirazione quando nel 1946, alla ripresa del Giro d'Italia dopo la pausa dovuta alla Seconda guerra mondiale, si decise di istituire un premio anche per l'ultimo in classifica.
Il premio per la maglia nera si rivelò molto desiderabile, arrivando anche a toccare cifre superiori a quelle spettanti al corridore sesto in classifica generale, a cui si dovevano aggiungere altri premi, dati dagli sponsor. Vi fu quindi una vera e propria gara al contrario per conquistare questo particolare simbolo; si ricordano spesso al riguardo le lotte al ritardo fra Sante Carollo e Luigi Malabrocca. I due cercavano di perdere più tempo possibile rispetto all'altro nascondendosi nei bar, nei fienili e perfino forando le loro stesse ruote. Malabrocca divenne anche maestro nel dare indicazioni false riguardo alla sua strategia di gara. Nel 1948 questo riconoscimento fu aggiudicato al toscano Aldo Bini, che a detta di alcuni giornalisti e appassionati del tempo continuò ostinatamente la corsa fino alla fine nonostante la mano destra rotta in una caduta collettiva e i patimenti che specialmente nelle tappe in montagna lo costringevano a scendere dalla bicicletta e spingerla a piedi fino allo scollinamento. Quell'anno gli altri corridori si astennero dal correre per la maglia nera perché il comportamento avrebbe dato troppo nell'occhio e sarebbe stato dichiarato antisportivo. L'abilità della maglia nera stava anche nel fatto che doveva, oltre a non farsi "scoprire" dall'avversario diretto (pena la squalifica per comportamento antisportivo), arrivare comunque al traguardo entro il tempo massimo. Va anche però detto che spesso il vincitore della maglia non era il corridore più "abile", ma quello più sfortunato, in un'epoca in cui le strade, dopo la fine del secondo conflitto mondiale, erano spesso sterrate e dissestate. Proprio per questo motivo all'epoca era anche più difficile tenere sotto continuo controllo tutti i corridori, rendendo più agevoli i comportamenti scorretti per aggiudicarsi la maglia.
La maglia nera fu poi abolita nel 1952 in seguito alle proteste dei corridori, i quali ritenevano che la lotta per conquistarla desse luogo a spettacoli indecorosi che con lo sport non avevano nulla a che fare. Fu reintrodotta eccezionalmente al termine del Giro del 1967, cinquantesima edizione della corsa, e ad aggiudicarsela fu Lucillo Lievore.
Il termine di maglia nera è passato per estensione a indicare l'ultimo classificato in molti altri contesti, spesso con una connotazione negativa e a volte goliardica.
Solo per il 2008 è stato introdotto l'analogo numero nero, "conquistato" da Markus Eichler del Team Milram.

## Albo d'oro
| Anno | Corridore          | Squadra          | Tempi      | Altre classifiche |
| ---- | ------------------ | ---------------- | ---------- | ----------------- |
| 1946 | Luigi Malabrocca   | Milan-Gazzetta   | 69h41'54"  | -                 |
| 1947 | Luigi Malabrocca   | Welter           | 121h47'27" | -                 |
| 1948 | Aldo Bini          | Benotto          | 128h59'43" | -                 |
| 1949 | Sante Carollo      | Wilier Triestina | 135h22'57" | -                 |
| 1950 | Mario Gestri       | Bartali          | 122h28'37" | -                 |
| 1951 | Giovanni Pinarello | Bottecchia       | 124h37'48" | -                 |
| 1967 | Lucillo Lievore    | Mainetti         |            | -                 |

## Numero nero
| Anno | Corridore      |
| ---- | -------------- |
| 2008 | Markus Eichler |

## Ultimi posti nelle altre edizioni del Giro d'Italia
| Anno | Corridore                  |
| ---- | -------------------------- |
| 1909 | Raffaele Perna             |
| 1910 | Cesare Turconi             |
| 1911 | Antonio Rotondi            |
| 1913 | Alfredo Corti Mario Lonati |
| 1914 | Umberto Ripamonti          |
| 1919 | Francesco Marchese         |
| 1920 | Nicolino Di Biase          |
| 1921 | Andrea Cazzaniga           |
| 1922 | Romolo Valpreda            |
| 1923 | Sante Scheri               |
| 1924 | Telesforo Benaglia         |
| 1925 | Luigi Brivio               |
| 1926 | Davide Chiesa              |
| 1927 | Paolo Baldieri             |
| 1928 | Giuseppe Borghi            |
| 1929 | Giuseppe Borghi            |
| 1930 | Giovanni Carnielli         |
| 1931 | Alberto Mongiano           |
| 1932 | Tullio Vincenzi            |
| 1933 | Ettore Meini               |
| 1934 | Attilio Pavesi             |
| 1935 | Oreste Boccaccio           |
| 1936 | Vito Lippolis              |
| 1937 | Elio Baldini               |
| 1938 | Werner Huber               |
| 1939 | Serafino Santambrogio      |
| 1940 | Francesco Albani           |
| 1952 | Dante Colombo              |
| 1953 | Hein Van Breenen           |
| 1954 | Hortensio Vidaurreta       |
| 1955 | George Decaux              |
| 1956 | Angelo Coletto             |
| 1957 | Angiolino Piscaglia        |
| 1958 | Charles Coste              |
| 1959 | Antonio Uliana             |
| 1960 | Tonino Domenicali          |
| 1961 | Augusto Marcaletti         |
| 1962 | Fedele Rubagotti           |
| 1963 | Giuseppe Tonucci           |
| 1964 | Dino Bruni                 |
| 1965 | Alberto Poletti            |
| 1966 | Paolo Gelli                |
| 1968 | Giuseppe Poli              |
| 1969 | Mario Bettazzoli           |
| 1970 | Virgilio Levati            |
| 1971 | Lucillo Lievore            |
| 1972 | Piero Spinelli             |
| 1973 | Franco Ongarato            |
| 1974 | Ercole Gualazzini          |
| 1975 | Franco Calvi               |
| 1976 | Antonio Colpo              |
| 1977 | Ignazio Paleari            |
| 1978 | Pietro Algeri              |
| 1979 | Bruno Zanoni               |
| 1980 | Giuliano Cazzolato         |
| 1981 | Stefan Schropfer           |
| 1982 | Enea Montanari             |
| 1983 | Claudio Girlanda           |
| 1984 | Greg Saunders              |
| 1985 | Patrizio Gambirasio        |
| 1986 | Daniele Asti               |
| 1987 | Dante Morandi              |
| 1988 | Dante Morandi              |
| 1989 | Patrizio Gambirasio        |
| 1990 | Alessio Di Basco           |
| 1991 | Endrio Leoni               |
| 1992 | Eros Poli                  |
| 1993 | Stefano Giraldi            |
| 1994 | Jürgen Werner              |
| 1995 | Roberto Pelliconi          |
| 1996 | Francisco Cerezo           |
| 1997 | Marco Antonio Di Renzo     |
| 1998 | Marco Antonio Di Renzo     |
| 1999 | Hendrik Van Dyck           |
| 2000 | Bradley McGee              |
| 2001 | Michele Coppolillo         |
| 2002 | Eddy Serri                 |
| 2003 | Salvatore Scamardella      |
| 2004 | Corrado Serina             |
| 2005 | Russell Van Hout           |
| 2006 | Carl Naibo                 |
| 2007 | Oscar Gatto                |
| 2009 | Evgenij Sokolov            |
| 2010 | Marco Corti                |
| 2011 | Jos van Emden              |
| 2012 | Miguel Mínguez             |
| 2013 | Davide Appollonio          |
| 2014 | Jetse Bol                  |
| 2015 | Marco Coledan              |
| 2016 | Jack Bobridge              |
| 2017 | Giuseppe Fonzi             |
| 2018 | Giuseppe Fonzi             |
| 2019 | Sho Hatsuyama              |
| 2020 | Jonathan Dibben            |
| 2021 | Riccardo Minali            |
| 2022 | Roger Kluge                |
| 2023 | Nicolas Dalla Valle        |
| 2024 | Alan Riou                  |
| 2025 | Alexander Krieger          |